# Paramyro parapicus
Paramyro parapicus är en spindelart som beskrevs av Forster och Wilton 1973. Paramyro parapicus ingår i släktet Paramyro och familjen trattspindlar. Inga underarter finns listade i Catalogue of Life.